# Ulfsunda stengodsfabrik

Kanna av Christian Arvid Linning på Ulfsunda Fabrique

Relief från kanna

Ulfsunda stengodsfabrik, eller Ulfsunda Fajans och Porcelainfabrique eller Ulfsunda Fabrique, var en keramisk fabrik vid Ulvsunda gård i Bromma väster om Stockholm. Den verksam från 1792 till 1823.
Lerkärlsfabriken anlades vid Ulvsunda slott i Ulvsunda. Skulptören Christian Arvid Linning arrenderade och ledde fabriken 1813-1822. Det gods som Linning framställde var av en typ som låg nära det engelska jaspergodset och som främst användes till teserviser, gärna med antikiserande reliefornament i brunt eller rödbrunt mot en fond i ljusare brunt. Jaspergodset är en fin, nästan genomskinlig porslinsmassa, som lätt kan formas. Den uppfanns omkring 1774 av Josiah Wedgwood. Därutöver tillverkade Linning urnor, vaser och tekannor i basaltgods med pressad reliefdekor. I tillverkningen ingick även porträttmedaljonger och småskulpturer.

## Historik om platsen

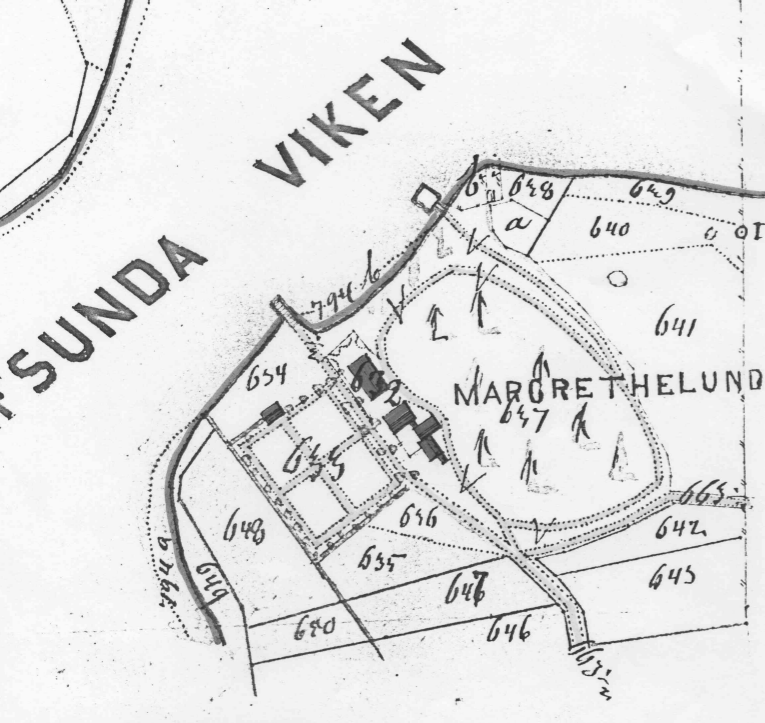
På platsen, där Ulfsunda Porscelain och Fajans fabrique tidigare låg, byggdes Margretelunds gård 1830. Kartan är från 1868.

Ulvsunda säteri ägdes på 1400- och 1500-talen av bland annat Bengt Karlsson, Erik Andersson och Johan III. På 1600-talet ägdes säteriet av fältmarskalken och generalguvernören Lennart Torstenson. Åren 1644-1648 uppfördes det stora stenhuset på egendomen och Lennart Torstenson var byggherre. Efter Torstensons död 1651 ärvdes säteriet av hans då tioårige son Anders Torstenson, som tillsammans med modern Beata De la Gardie ägde säteriet i 30 år. Anders Torstensons hustru, grevinnan Christina Catharina Stenbock, var därefter ägare i 35 år. Deras son, Carl Ulrik Torstenson, som var den självutnämnda "Greven av Ulfsunda", var därefter ägare och under åren 1741-1763 ägdes Ulvsunda först av riksrådet Ture Gabriel Bielke och därefter av Kungliga sekreteraren och baronen Fredrik Preis (1734-1788). Då Fredrik Preis till Ulvsunda avled 1788 sålde änkan, Anna Maria Grill född i släkten Grill (1747-1812), Ulvsunda säteri med underliggande hemman, 1020 tunnland skog, bränneri och andra inrättningar till greve Eric Ruuth (1746-1820).
Eric Ruuth förvärvade egendomen 1790, men man vet inte exakt när produktionen kom igång. Familjen Ruuth bosatte sig på gården samma år. Året därefter, 1791, rustades det till bröllop för Eric Ruuths dotter, friherrinnan Fredrika Ruuth (1774-1829), som gifte sig med riddaren Johan Fredrik Aminoff på Ulvsunda slott den 16 augusti 1791. Greve Eric Ruuth beslutade sig 1792 för att anlägga en kakel- och krukkärlsfabrik på egendomen under namnet Ulfsunda Fajans och Porcelainfabrique. Eric Ruuth hade 1796 grundat Höganäsbolaget och till sin hjälp hade han bergmästaren Bengt Reinhold Geijer och gruvingenjör Anders Polheimer. Bengt Reinhold Geijer var ägare till Rörstrands porslinsfabrik. Anders Polheimer gjorde på initiativ av dåvarande statssekreteraren Eric Ruuth, undersökningar för att kunna ta tillvara de skånska stenkolen, han fann 1793 stenkolslagren och de eldfasta lerorna vid Höganäs. Eric Ruuth ägde godset Ulfsunda under en endast kort tid, åren 1790-1798. Han inledde trots detta en ny epok i traktens historia genom att starta Brommas första verkliga industri, som förlades till stranden öster om slottet, i Margretelund.
På platsen uppfördes Margretelunds gård 1830. Namnet på gården kommer troligen från byggherrens hustru, Sophia Margareta Westman. Nära stranden, intill gården, låg den tidigare  keramikfabriken och Lilla Margretelund, en stuga kallad Fiskartorpet. Gården, vars äldre historia är nära förknippad med Ulfsunda Säteri, avstyckades och byggdes omkring 1830 av kakelugnsåldermannen Anders Westman (1775-1838). Tillverkningen bestod även av konstporslin, kakelugnar och sockertoppsformar. Kakelugnsmakaren Anders Westman ska enligt uppgift ha inköpt fabriksområdet som lertäkt till sin kakelugnstillverkning och hämtade då lera där till sin fabrik i Stockholm. Han arrenderade marken av Ulvsunda. Lägenhetens benämning år 1839 var "Margrethelund, fordom Formbruket kallad".

## Stengodsfabriken från 1792-1823
Från 1790-talet beskrivs i Gustaf Brolings noteringar fabriken som "Saltglaseringsfabrik". Den huvudsakliga tillverkningen bestod av saltglaserade bruks- och nyttoföremål. Leran som användes vid fabriken hämtades från trakterna kring Höganäs. Gustaf Broling gjorde 1797–1799 en resa till England, där han bland annat studerade tillverkningstekniker för gjutjärn och saltglaserad keramik. Hans nyvunna kunskaper användes omgående i Eric Ruuths anläggningar i Helsingborg, och vid Rörstrands flintgodsframställning. 
År 1788 hade en Jonas Heerman i Stockholm fått privilegium på tillverkning av föremål i en nyupptäckt grå, eldfast lera från Skåne. Eftersom Ruuth hade sådan lera i den av honom sedan tidigare ägda stenkolsgruvan i Boserup, berörde privilegiet inte honom. Under ledning av Bengt Reinhold Geijer inledde Ruuth vid Ulvsunda en produktion av kärl i denna lera. År 1797, endast fem år efter grundandet av kärlfabriken, beslutade Eric Ruuth att sälja hela Ulfsunda Säteri på offentlig auktion, varvid Bengt Reinhold Geijer slutade och istället sökte sig till Rörstrands Porslinsfabrik. Tänkbara spekulanter kallades till Hagalunds Värdshus den 4 januari 1798 där försäljningen skulle genomföras. Om någon försäljning kom till stånd vid denna auktion, är osäkert, då hela säteriet, genom borgmästare Lars Segerström i Stockholm, återigen utannonserades till salu i juni 1798.
Ulfsunda ägdes av grosshandlare Johan Henrik Wegelin 1798. Efter att ha sålt Ulfsunda köpte Ruuth  där gården Herrestad i Räfsnäs utamför Mariefred av John Blacke och grundade där Löfnäs stenkärlsfabrik tillsammans med fabrikör Philip Anders Schirmer, som tidigare arbetat vid Rörstrand. Tillverkningen i Löfnäs var av det enklare slaget och pågick endast under en kort period, från omkring 1802 och några få år framåt. Därefter flyttade Ruuth tillverkningen från Löfnäs till sin nyanlagda stenkärlsfabrik i Helsingborg.
Från 1812 arrenderade Christian Arvid Linning fabriken i Ulfsunda och drev den fram till 1823, då den lades ned. Under hans tid kallades den Ulfsunda Fajans och Porcelain fabrique. År 1815 ansökte Christian Arvid Linning till regeringen om  tillstånd att få anlägga en keramikfabrik i Ulfsunda. Tillståndet beviljas och samma år arrenderde han porslinsfabriken av den dåvarande fastighetsägaren Johan Henrik Wegelin.
Kvaliteten i stengodsfabriken höjdes markant efter det att Christian Arvid Linning, med hjälp av två bröder Hartwig, tagit över tillverkningen. Man fortsatte att producera gods i den grå, eldfasta leran som fanns i en mörkare och ljusare variant. Dekormässigt anslöt man till Josiah Wedgwoods "basalt ware" och "cane ware". En del av produktionen var inspirerad av det engelska wedgwoodporslinet. Från 1815 ansökte Linning om tillstånd att även tillverka kakelugnar. Vid Ulfsunda Porcelain och Fajans fabrique tillverkades kakelugnar samt krus, kannor, vaser, serviser, pendyler och småskulpturer i keramik, gips och terrakotta. I mindre skala framställde Linning även byster och andra ovanligare föremål.
Fabriken gick dåligt ekonomiskt, och en breddning av sortimentet behövdes för att skapa lönsamhet. Fabriken lades ned 1823. Det finns uppgifter om att Linning några år senare befann sig i Helsingfors, där han arbetade med byster. Några år efter det att Linning lämnat Ulvsunda, sålde Johan Henrik Wegelin egendomen till friherre Gustaf Fredrik Åkerhielm (1776-1853). Egendomen ärvdes av hans son friherre Gustaf Samuel Åkerhielm (1833-1900) och han blev den siste baronen till Ulvsunda.

## Representerade föremål
Några objekt finns bevarade på Nationalmuseum i Stockholm, på Skoklosters slott och i Hallwylska palatset, men i övrigt är föremål från Ulfsunda sällsynta.